# Arcidiocesi di Fulli
L'arcidiocesi di Fulli (in latino: Archidioecesis Phullitana) è una sede soppressa del patriarcato di Costantinopoli e una sede titolare della Chiesa cattolica.

## Storia
Fulli, identificabile con la città ucraina di Staryj Krym (25 km. ad occidente di Feodosia) in Crimea, è un'antica sede arcivescovile autocefala della provincia romana della Zechia nel patriarcato di Costantinopoli.
La diocesi è menzionata per la prima volta nella Notitia Episcopatuum 3, datata tra la fine dell'VIII e la prima parte del IX secolo; tuttavia questa menzione sembrerebbe ipotetica o improbabile in questo periodo. La sede è menzionata con continuità nelle Notitiae Episcopatuum del patriarcato dal X al XIV secolo; nelle liste sinodali del XII secolo e nelle Notitiae del XII-XIII secolo la sede appare unita a quella di Sugdea con il nome di Sougdouphoulloi; questa unione avvenne probabilmente all'epoca del patriarca Nicola III Grammatico (1084-1111).
È noto un anonimo arcivescovo di Fulli, che partecipò alle due sessioni del sinodo patriarcale del 20 e 21 marzo 1082. Arcivescovi di Sougdophoulloi sono documentati nei sinodi patriarcali del 1117, 1168 e 1169.
Dal 1929 Fulli è annoverata tra le sedi arcivescovili titolari della Chiesa cattolica; la sede è vacante dal 3 luglio 1976. Il suo ultimo titolare è stato Willem Pieter Adriaan Maria Mutsaerts, già vescovo di 's-Hertogenbosch.

## Cronotassi

### Arcivescovi greci
- Anonimo † (menzionato nel 1082)

### Arcivescovi titolari
- Francis Joseph Beckman † (11 novembre 1946 - 17 ottobre 1948 deceduto)
- Gabriel Martelino Reyes † (25 agosto 1949 - 13 ottobre 1949 succeduto arcivescovo di Manila)
- Pasquale Mores † (31 gennaio 1950 - 15 maggio 1960 deceduto)
- Willem Pieter Adriaan Maria Mutsaerts † (27 giugno 1960 - 16 agosto 1964 deceduto)